# Rede (Suffolk)
Rede est un village et une paroisse civile du Suffolk, en Angleterre.